# Armando Sadiku
Armando Sadiku (Elbasan, 1991. május 27. –) albán válogatott labdarúgó, a Lugano játékosa.
Az albán válogatott tagjaként részt vett a 2016-os Európa-bajnokságon.

## Sikerei, díjai
Zürich
- Svájci kupa (1): 2013–14

Vaduz
- Liechtensteini kupa (1): 2015–16